# خوانا مانويل دي بليانة
خوانا مانويل دي بليانة (1339 - 27 مارس 1381) ملكة قشتالة قرينة بزواجها من إنريكي الثاني ملك قشتالة، كما أنها وريثة إسكالونا وبليانة وبينافيل ولارا، وكذلك هي ليدى بيسكاي.

## أسرتها
هي ابنة إنفانتي خوان مانويل، أمير بليانة وبلانكا دي لاسيردا ولارا، بحيث أن والدتها من سلالة لوردات بيسكاي ولارا وأيضا يعتبر حفيدة فرناندو دي لاسيردا وريث عرش في عهد والده ألفونسو العاشر، بحيث طالب ورثته بالعرش حتى عهد ألفونسو الحادي عشر، أيضا تعتبر الأخت غير الشقيقة لـ كونستانس من بينافيل، ملكة قشتالة القرينة بزواجها من ألفونسو الحادي عشر.

## الذرية
تزوجت من 27 يوليو 1350 من إنريكي كونت تراستامارا لاحقاً ملك قشتالة وليون وأنجبت له حوالى ثلاثة أبناء:-
- خوان الأول ملك قشتالة (1390-1358).
- إليانور (توفيت 1416)؛ هي ملكة نافارا القرينة بزواجها كارلوس الثالث ملك نافارا.
- خوانا.